# Bellignat
Bellignat település Franciaországban, Ain megyében. Lakosainak száma 3581 fő (2022. január 1.). Bellignat Apremont, Géovreisset, Groissiat és Oyonnax községekkel határos.

## Népesség
A település népességének változása:
| Lakosok száma | 848  | 2602 | 3233 | 3488 | 3646 | 3612 | 3624 | 3652 | 3671 | 3581 |
|               | 1968 | 1982 | 1990 | 2006 | 2013 | 2015 | 2017 | 2019 | 2020 | 2022 |